# Christian Stock

Christian Stock als Abgeordneter der Weimarer Nationalversammlung, 1919

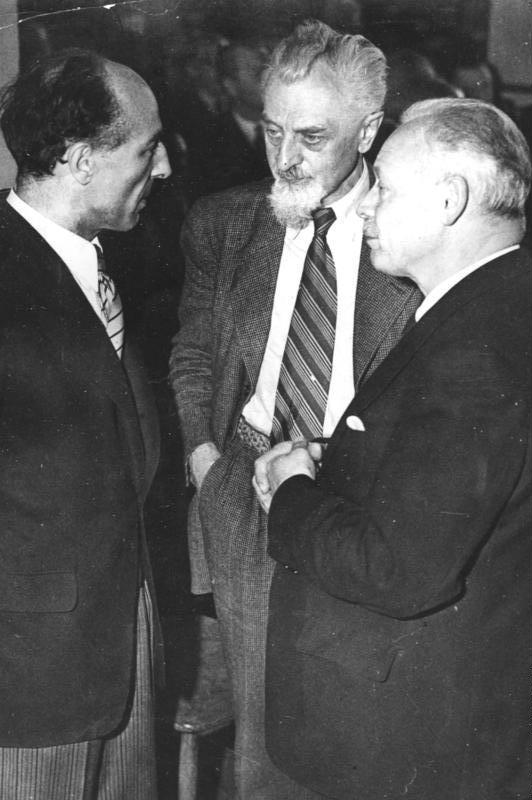
Christian Stock (rechts) auf einer Sitzung des Bi-Zonenrates 1947

Christian Stock (* 28. August 1884 in Darmstadt; † 13. April 1967 in Seeheim) war ein deutscher SPD-Politiker und der erste gewählte Ministerpräsident von Hessen.

## Leben
Stock wurde als Sohn eines Zigarrenarbeiters geboren. Nach dem Besuch der Volksschule war er in Pfungstadt Zigarrenarbeiter wie sein Vater. 1902 trat er in die SPD ein und verschrieb seither sein ganzes Leben der Sache der Demokratie und der sozialen Gleichstellung der Arbeiterschaft. 1910 wurde er Bezirkssekretär der Tabakarbeiter-Gewerkschaft Baden, Pfalz und Hessen, ab 1914 war er als Arbeitersekretär Leiter der Rechtsauskunftsstelle badischer Gewerkschaften in Heidelberg.
1919 gehörte er der Weimarer Nationalversammlung an. Im März 1920 berief ihn Reichspräsident Friedrich Ebert als Unterstaatssekretär in das Reichswehrministerium, wo er die Aufgabe hatte, die Folgen des rechtsgerichteten Kapp-Putsches zu überwinden. Dieses Amt hatte er bis zum 1. September 1920 inne. 1921 wurde er in den Landtag der Republik Baden gewählt, dem er bis 1925 angehörte. 1922 wurde er Direktor der AOK Heidelberg, später Direktor der AOK Frankfurt am Main. Aus diesem Amt wurde er 1933, nach der „Machtergreifung“ durch die Nationalsozialisten, entlassen. Anschließend wurde er für mehrere Monate im KZ Kislau inhaftiert. Nach seiner Freilassung arbeitete er als Vertreter verschiedener Firmen, bis er sich in Darmstadt ein eigenes Zigarrengeschäft einrichten konnte, das zu einem geheimen Treffpunkt von Sozialdemokraten, darunter Heinrich Zinnkann und Professor Ludwig Bergsträsser, wurde.
Nach dem Zweiten Weltkrieg wurde er zunächst wieder Direktor der AOK Frankfurt am Main, später Präsident der Landesversicherungsanstalt Hessen. Er gehörte der Verfassungberatenden Hessischen Landesversammlung an und wurde nach der ersten freien Landtagswahl vom 1. Dezember 1946 wenige Wochen später, am 20. Dezember 1946, vom Hessischen Landtag mit 58 von 87 Stimmen zum Hessischen Ministerpräsidenten gewählt. Er bildete eine Koalitionsregierung aus SPD und CDU, der er bis 1950 vorstand.
In seiner Amtszeit ging es darum, den demokratischen Staat aufzubauen und die wirtschaftlichen Lebensgrundlagen der Bürger Hessens und der vielen hunderttausend Flüchtlinge zu sichern. Gleichzeitig war er als Vorsitzender der Ministerpräsidentenkonferenz intensiv mit der Gründung der Bundesrepublik Deutschland befasst.
Stock wurde 1946, 1950 und 1954 in den Hessischen Landtag gewählt, verzichtete aber mit Wirkung vom 15. Dezember 1954 auf sein Mandat.

## Ehrungen
- 1952: Großkreuz des Verdienstordens der Bundesrepublik Deutschland
- 1954: Erster Empfänger der Silbernen Verdienstplakette der Stadt Darmstadt
- 1966: Wilhelm-Leuschner-Medaille[2]